# Cantares mexicanos
Cantares mexicanos (Mexikanische Gesänge) ist der Name einer Sammlung von Liedern und Gedichten in Nahuatl aus der 2. Hälfte des 16. Jahrhunderts. Die 91 Lieder der Cantares bilden die größte Sammlung von Nahuatl-Werken und enthalten mehr als die Hälfte der bekannten Schriften. Sie befindet sich derzeit in der Mexikanischen Nationalbibliothek in Mexiko-Stadt.
Es gibt Anzeichen dafür, dass sie als eine Abschrift einer älteren Sammlung oder vielleicht mehrerer Kodizes, die die alte Gedichte aufbewahrten, angesehen werden kann, wobei der dokumentarische Wert durch den in vielen der Lieder enthaltenen Reichtum der Poesie und tiefgründige philosophische Ideen zu Tage tritt.

## Beschreibung
Eine spanische Übersetzung wurde von dem großen mexikanischen Gelehrten Ángel María Garibay Kintana (1892–1967) im zweiten und dritten Band der Poesía náhuatl (1965, 1968) veröffentlicht. Eine englische Version wurde 1985 von John Bierhorst unter dem Titel Cantares Mexicanos: Songs of the Aztecs und in Form eines Wörterbuchs und einer Konkordanz veröffentlicht. Obwohl Bierhorsts Übersetzung von Wissenschaftlern für ihre Genauigkeit und Treue zum Originalmanuskript gelobt wurde, wurden die Übersetzungen kritisiert, weil sie davon ausgingen, dass es sich bei den Cantares um „Geisterlieder“ handelte, die Teil einer kolonialen Bewegung waren, die mit dem Geistertanz der amerikanischen Plains-Indianer vergleichbar war. Zu den Unterschieden vorhandener Übersetzungen wurde bereits zuvor angemerkt: 

„Las traducciones de Seler - hasta el momento inéditas -, que se ha juntado a manera de mosaico, se diferencian significantemente de las versiones ofrecidas por Schultze Jena (1957) y Garibay K. (1965 y 1968).“